# Bartenderskolan
Bartenderskolan var ett TV-program som sändes på TV3. Programmet producerades av Titan Television. Vinnare av Bartenderskolan blev Mate Csuhaj och Ole Ruud.